# 2001 في أفغانستان
فيما يلي قوائم الأحداث التي وقعت خلال عام 2001 في أفغانستان.

## أحداث
- 7 أكتوبر – الحرب في أفغانستان

## سياسة

### تعيين في المنصب
- 13 نوفمبر – برهان الدين رباني رئيس أفغانستان.

### انتهاء فترة المنصب
- 13 نوفمبر – ملا عمر Emir of Afghanistan ‏.
- 22 ديسمبر – برهان الدين رباني رئيس أفغانستان.

## وفيات

### سبتمبر
- 9 سبتمبر – أحمد شاه مسعود (مواليد 1953)[1]